# Evans megye
Evans megye az Amerikai Egyesült Államokban, azon belül Georgia államban található. Megyeszékhelye és legnagyobb városa Claxton. Lakosainak száma 10 774 fő (2020. április 1.). Evans megye Bulloch, Bryan, Liberty, Tattnall és Candler megyékkel határos.

## Népesség
A megye népességének változása:
| Lakosok száma | 11 005 | 10 963 | 10 691 | 10 833 | 10 787 | 10 774 |
|               | 2010   | 2011   | 2012   | 2013   | 2015   | 2020   |